# Élections législatives chypriotes de 2021
Les élections législatives chypriotes de 2021 ont lieu le 30 mai 2021 afin de renouveler les membres de la Chambre des représentants de la république de Chypre.
Le Rassemblement démocrate du président Níkos Anastasiádis arrive en tête, à l'issue d'un scrutin marqué par une fragmentation inédite de la chambre avec l'arrivée de plusieurs nouveaux partis.

## Contexte
Les élections législatives de mai 2016 voient le maintien de la majorité absolue détenue par la coalition réunissant le Rassemblement démocrate (DISY), le Parti démocrate (DIKO) et le Mouvement solidarité  (KA) avec 30 sièges sur 56, permettant au Gouvernement Anastasiádis I de se maintenir.
Le scrutin de 2021 se déroule dans un contexte de détérioration de la confiance envers les dirigeants politiques : seuls 22% des Chypriotes se déclarent satisfaits du fonctionnement de la démocratie dans leur pays et 80 % reconnaissent ne pas avoir confiance dans le système politique. Le chercheur Yannis Mavris relève à ce sujet que ces élections « arrivent à la fin d'une décennie marquée par la crise financière, la pandémie de coronavirus, la corruption et les hauts et les bas des négociations sur la division de l'île. » En outre, la confiance envers les élites dirigeantes a été ébranlée par le scandale des passeports dorés, un système instauré en 2007 afin d'accroitre les investissements mais qui a favorisé la corruption et le blanchiment d'agent, conduisant notamment à la démission du président du Parlement en 2021, lequel était directement mis en cause dans une affaire.
La Rassemblement démocrate (DISY) au pouvoir se montre indécis dans sa stratégie électorale, étant écartelé entre une aile droite souhaitant séduire les sympathisants du Front populaire national (ELAM), et une aile gauche désirant mener campagne au centre. Le Parti progressiste des travailleurs (AKEL) met l'accent sur les questions sociales, accuse le gouvernement de négliger le problème de la division de l'île et de ne pas s'intéresser aux Chypriotes vivant dans la partie nord de l'île.
Ces élections sont jugées susceptibles de conduire à l'entrée au Parlement d'un nombre inédit de petits partis, dans un contexte de défiance de la population envers les partis traditionnels et de fragmentation de l'offre politique chypriote.

## Système électoral
| Nicosie    | 20 | en stagnation |
| Limassol   | 12 | en stagnation |
| Famagouste | 11 | en stagnation |
| Larnaca    | 6  | en stagnation |
| Paphos     | 4  | en stagnation |
| Kyrenia    | 3  | en stagnation |
| Total      | 56 | en stagnation |

La Chambre des représentants est le parlement unicaméral de la république de Chypre. Elle est officiellement composée de 80 sièges, dont 70 % réservés aux Chypriotes grecs et 30 % aux Chypriotes turcs, soit respectivement 56 et 24 sièges. En raison de la partition de l'île en 1974, cependant, seuls les sièges des Chypriotes grecs sont pourvus.
La Chambre des représentants est ainsi de facto composée de 56 sièges pourvus pour cinq ans au scrutin proportionnel plurinominal dans six circonscriptions de trois à vingt sièges correspondant aux six districts de l'île. Les listes sont ouvertes, avec la possibilité pour les électeurs d'effectuer un vote préférentiel envers un candidat de la liste choisie afin de faire monter sa place dans celle ci, à raison d'un vote préférentiel par tranche de quatre sièges à pourvoir dans la circonscription,.  
La répartition des sièges s'effectue en deux temps après décompte des suffrages. Dans un premier temps, les listes reçoivent des sièges dans chaque circonscription selon la méthode du quotient électoral, qui attribue autant de sièges à un parti que le nombre de fois que son nombre de suffrages franchit le quotient, calculé en divisant le total des suffrages exprimés dans la circonscription par le nombre de sièges qui y sont à pourvoir. Puis, l'ensemble des sièges restants sont répartis selon la méthode du plus fort reste, au moyen du quotient de Hare, à tous les partis ayant obtenu au moins un siège à la première répartition ou ayant franchi le seuil électoral de 3,6 % des voix au niveau national,.
Une fois défini le nombre de sièges remportés par chaque parti, ceux ci sont répartis selon l'ordre des noms figurant dans la liste, en prenant en compte les éventuels votes préférentiels réunis par les candidats en leur nom propre. Les têtes de liste reçoivent cependant toujours un siège en priorité,.
Enfin, trois sièges sont réservés à des représentants des minorités religieuses arméniennes, latines et maronites, les électeurs concernés disposant d'un vote pour ces élections en plus de leur vote pour celles ordinaires. Les trois représentants religieux ne sont cependant présent au parlement qu'en tant qu'observateurs sans droit de vote, et ne sont généralement pas comptés dans le total des députés.

## Forces en présences
| Parti | Parti                                             | Idéologie                                                 | Tête de liste             | Résultats en 2016          |
| ----- | ------------------------------------------------- | --------------------------------------------------------- | ------------------------- | -------------------------- |
|       | Rassemblement démocrate (DISY)                    | Centre droit Libéral-conservatisme, Démocratie chrétienne | Avérof Neofýtou           | 30,69 % des voix 18 sièges |
|       | Parti progressiste des travailleurs (AKEL)        | Gauche à gauche radicale Communisme, Marxisme-léninisme   | Ándros Kyprianoú          | 25,67 % des voix 16 sièges |
|       | Parti démocrate (DIKO)                            | Centre à centre droit Nationalisme, Centrisme             | Nikolas Papadopoulos (en) | 14,49 % des voix 9 sièges  |
|       | Mouvement pour la démocratie sociale (EDEK)       | Centre gauche Nationalisme, Social-démocratie             | Marinos Sizopoulos (en)   | 6,18 % des voix 3 sièges   |
|       | Alliance des citoyens (SYPOL)                     | Centre gauche Populisme, Social-démocratie                | Giórgos Lillíkas          | 6,01 % des voix 3 sièges   |
|       | Mouvement solidarité (KA)                         | Droite National-conservatisme, Euroscepticisme            | Eléni Theochárous         | 5,24 % des voix 3 sièges   |
|       | Mouvement écologiste et environnementaliste (KOP) | Centre gauche Politique écologique, Social-démocratie     | Yórgos Perdíkis (en)      | 4,81 % des voix 2 sièges   |
|       | Front populaire national (ELAM)                   | Extrême droite Ultranationalisme, Irrédentisme            | Christos Christou         | 3,71 % des voix 2 sièges   |

## Résultats

### Nationaux
|                        |                                                                       |         |       |      |        |               |  |  |  |
| Parti                  | Parti                                                                 | Voix    | %     | +/-  | Sièges | +/-           |  |  |  |
|                        | Rassemblement démocrate (DISY)                                        | 99 328  | 27,77 | 2,92 | 17     | 1             |  |  |  |
|                        | Parti progressiste des travailleurs (AKEL)                            | 79 913  | 22,34 | 3,33 | 15     | 1             |  |  |  |
|                        | Parti démocrate (DIKO)                                                | 40 395  | 11,29 | 3,20 | 9      | en stagnation |  |  |  |
|                        | Front populaire national (ELAM)                                       | 24 255  | 6,78  | 3,07 | 4      | 2             |  |  |  |
|                        | Mouvement pour la démocratie sociale (EDEK)                           | 24 022  | 6,72  | 0,54 | 4      | 1             |  |  |  |
|                        | Front démocratique (DIPA)                                             | 21 832  | 6,10  | Nv.  | 4      | 4             |  |  |  |
|                        | Mouvement écologiste et environnementaliste (KOSP)                    | 15 762  | 4,41  | 0,40 | 3      | 1             |  |  |  |
|                        | Mouvement des citoyens actifs et des chasseurs chypriotes unis (ENPO) | 11 712  | 3,27  | Nv.  | 0      | en stagnation |  |  |  |
|                        | Changement de génération (Anex)                                       | 10 095  | 2,82  | Nv.  | 0      | en stagnation |  |  |  |
|                        | Mouvement solidarité (KA)                                             | 8 254   | 2,31  | 3,03 | 0      | 3             |  |  |  |
|                        | Famagusta - Pour Chypre (AMKY)                                        | 5 596   | 1,56  | Nv.  | 0      | en stagnation |  |  |  |
|                        | Réveil 2020 (A20)                                                     | 4 839   | 1,35  | Nv.  | 0      | en stagnation |  |  |  |
|                        | Souffle du peuple (PL)                                                | 4 585   | 1,28  | 0,41 | 0      | en stagnation |  |  |  |
|                        | Parti animal de Chypre (APC)                                          | 3 593   | 1,00  | 0,16 | 0      | en stagnation |  |  |  |
|                        | Coalition patriotique (PASY)                                          | 376     | 0,11  | Nv.  | 0      | en stagnation |  |  |  |
|                        | Indépendants                                                          | 3 155   | 0,88  | 0,58 | 0      | en stagnation |  |  |  |
|                        |                                                                       |         |       |      |        |               |  |  |  |
| Votes valides          | Votes valides                                                         | 357 712 | 97,57 |      |        |               |  |  |  |
| Votes blancs           | Votes blancs                                                          | 2 070   | 0,56  |      |        |               |  |  |  |
| Votes nuls             | Votes nuls                                                            | 6 826   | 1,86  |      |        |               |  |  |  |
| Total                  | Total                                                                 | 366 608 | 100   | –    | 56     | en stagnation |  |  |  |
| Abstentions            | Abstentions                                                           | 191 228 | 34,28 |      |        |               |  |  |  |
| Inscrits/Participation | Inscrits/Participation                                                | 557 836 | 65,72 |      |        |               |  |  |  |

## Analyse
Le Rassemblement démocrate du président Níkos Anastasiádis arrive en tête de l'élection avec presque 28 % des voix, malgré un léger recul. Avec le Parti progressiste des travailleurs et le Parti démocrate, les trois principaux partis connaissent ainsi un recul relatif tandis que le Mouvement solidarité tombe sous le seuil électoral et perd toute représentation à la chambre. À l'extrême droite, le Front populaire national obtient un nombre record de voix et double sa représentation parlementaire. 
Le scrutin voit surtout la percée de nouveaux partis qui font leur entrée à la Chambre des représentants en remportant une part non-négligeable des voix, dont notamment le Front démocratique.